# Fonte das Tartarugas

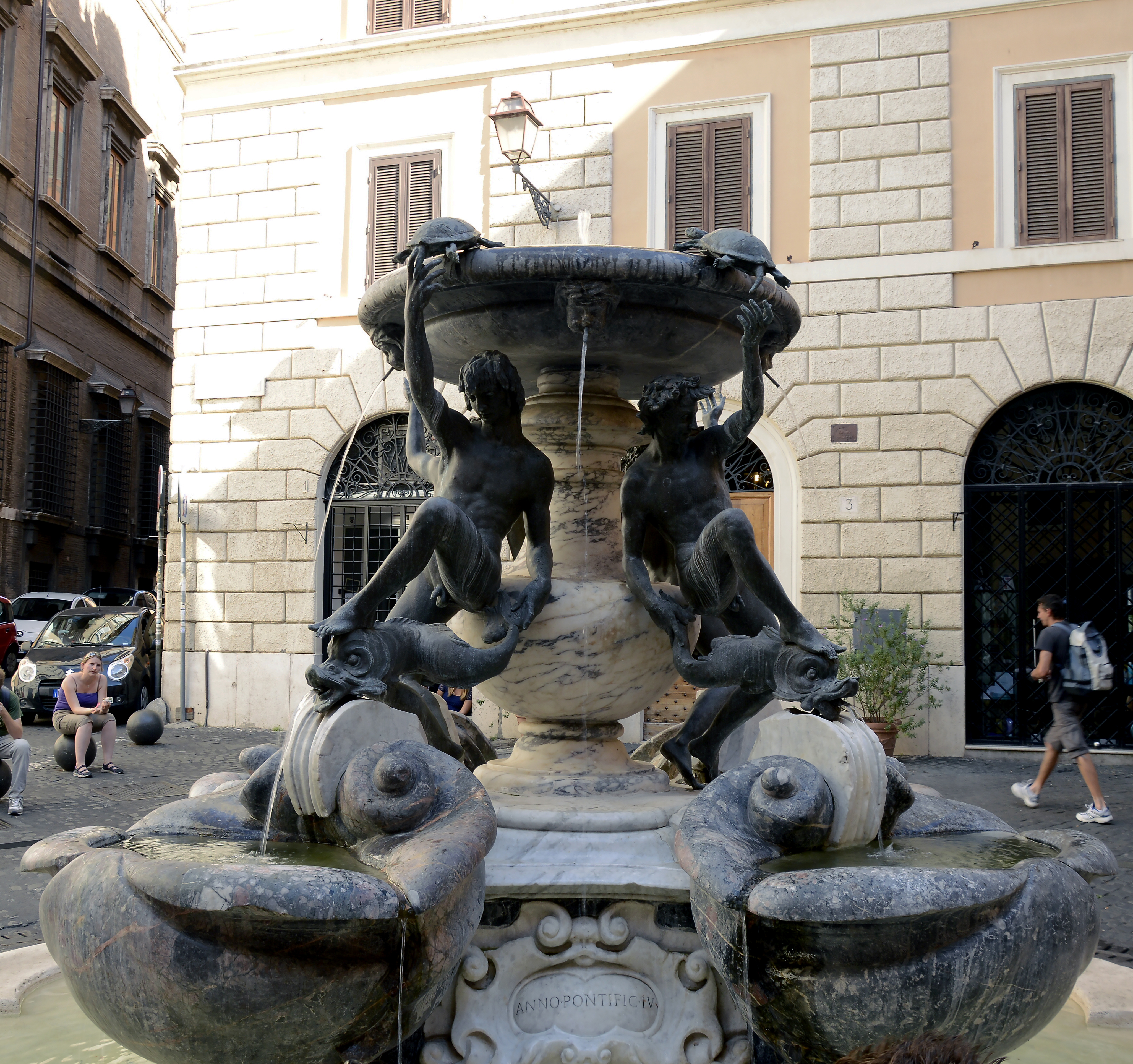
Fontana delle Tartarughe

A Fonte das Tartarugas ou Fontana delle Tartarughe é uma das mais belas fontes de Roma, sob o ponto de vista artístico, projetada por Giacomo Della Porta (1540-1602), e executada, provavelmente, por Taddeo Landini. Outros atribuem a criação a Rafael Sanzio.
Admira-se quatro rapazes, que seguram com a mão e um pé, quatro golfinhos, enquanto, com a outra mão, seguram quatro pequenas tartarugas no ato de beberem na concha superior.
A fonte encontra-se na Praça Mattei, meio estrangulada entre vários palácios, ao ingresso do antigo Ghetto, antigo bairro judeu em Roma.